# Gloucester City AFC
Gloucester City Association Football Club is een Engelse voetbalclub uit Gloucester. In 2024 degradeerde de club uit de National League North en sindsdien komt de ploeg onafgebroken uit op het zevende niveau van het Engelse voetbal.
Thuiswedstrijden worden afgewerkt op New Meadow Park, dat om sponsorredenen bekend staat als TigerTurf Stadium. De beste prestatie van de club in de FA Cup is het bereiken van de tweede ronde, in 1989/90. Het beste resultaat in de FA Trophy is de halve finale (1996/97).

## Geschiedenis
Gloucester City Association Football Club werd opgericht op 5 maart 1883. Van 1946 tot 2009 kwam de ploeg uit in de Southern Football League, waarin het door de jaren heen zowel promoties als degradaties beleefde tussen de divisies. De beste prestatie was in het seizoen 1990/91, toen Gloucester de competitie afsloot als runner-up. Ze hadden twee punten minder dan Farnborough Town, dat naar de landelijke Football Conference promoveerde. In 2009 wist de ploeg dan eindelijk de Southern League te ontstijgen. Het won de play-offs van de Premier Division en promoveerde naar de Conference North. De club speelde echter zelden een rol van betekenis en eindigde op een enkele keer na altijd in het rechterrijtje. In 2017 maakte Gloucester de stap naar de National League South om twee jaar later weer terug te keren naar de National League North.
Op 6 april 2024 degradeerde Gloucester City uit de National League North. De Tigers moesten Chester in eigen huis verslaan en hopen dat concurrenten Rushall Olympic en Farsley Celtic allebei verloren, om hun kleine kans op handhaving in leven te houden. Gloucester City verloor met 6-1 en dit bevestigde hun degradatie naar het zevende niveau van het Engelse voetbal met nog drie wedstrijden te spelen.

## Stadions
| Datum      | Stadion                           |
| ---------- | --------------------------------- |
| 1883–1895  | Buddings Field                    |
| 1895–1896  | Avenue Road Ground                |
| 1896–1897  | Co-operative Field                |
| 1897–1898  | Buddings Field (2e keer)          |
| 1898–1902  | Avenue Road Ground (2e keer)      |
| 1902–1913  | Buddings Field (3e keer)          |
| 1913–1925  | Llanthony Ground                  |
| 1925–1926  | Avenue Road Ground (3e keer)      |
| 1926–1927  | Buddings Field (4e keer)          |
| 1927–1933  | Sutgrove Park                     |
| 1933–1936  | Bon Marche Ground                 |
| 1936–1964  | The Ground at Longlevens          |
| 1964–1986  | Horton Road Stadium               |
| 1986–2007  | Meadow Park                       |
| 2007–2008  | The New Lawn, Nailsworth          |
| 2008–2010  | The Corinium Stadium, Cirencester |
| 2010–2017  | Whaddon Road, Cheltenham          |
| 2017–2020  | Jubilee Stadium, Evesham          |
| 2020–heden | New Meadow Park                   |

Door de jaren heen heeft de club op veel terreinen gespeeld in Gloucester, de omliggende regio Gloucestershire en in Evesham, Worcestershire. Dit komt doordat haar eigen Meadow Park in de zomer van 2007 werd getroffen door zware overstromingen (het water stond bijna tot aan de lat).
In mei 2019, na jaren van aanpassingen en onderhandelen, heeft de gemeente de plannen van de club om een nieuw onderkomen met 3.000 plaatsen te bouwen goedgekeurd. Op 6 januari 2020 begon dan eindelijk de bouw van het nieuwe stadion. De club keerde halverwege het seizoen 2020/21, na 13 jaar tijd, terug naar Meadow Park.

## Bekende (oud-)spelers
- Akwasi Asante

Premier Central:
Alvechurch ·
Banbury United ·
Barwell ·
Bishop's Stortford ·
Bromsgrove Sporting ·
Bury Town ·
Halesowen Town ·
Harborough Town ·
Kettering Town ·
Leiston ·
Needham Market ·
Real Bedford · 
Redditch United ·
Royston Town ·
Spalding United ·
St Ives Town ·
Stamford ·
Stourbridge ·
Stratford Town ·
Sudbury ·
Quorn ·
Worcester City

Premier South:
Basingstoke Town ·
Berkhamsted ·
Bracknell Town ·
Chertsey Town ·
Dorchester Town ·
Evesham United ·
Farnham Town ·
Gloucester City ·
Gosport Borough ·
Hanwell Town ·
Havant & Waterlooville ·
Hungerford Town ·
Plymouth Parkway ·
Poole Town ·
Sholing ·
Taunton Town ·
Tiverton Town ·
Uxbridge ·
Walton & Hersham ·
Weymouth ·
Wimborne Town ·
Yate Town